# Natació en aigües obertes al Campionat del Món de natació de 1998
La competició de natació en aigües obertes al Campionat del Món de natació de 1998 es realitzà a les costes de la ciutat de Perth (Austràlia).

## Proves
Es disputaren proves, en categoria masculina i femenina, de:
- 5 quilòmetres (nova)
- 25 quilòmetres
- 25 quilòmetres per equips (nova)

## Resum de medalles

### Categoria masculina
| Event  | Or              | Or        | Plata      | Plata     | Bronze           | Bronze    |
| 5 km.  | Aleksey Akatyev | 55:18.6   | Ky Hurst   | 55:24.9   | Luca Baldini     | 55:37.4   |
| 25 km. | Aleksey Akatyev | 5:05:42.1 | David Meca | 5:07:22.9 | Gabriel Chaillou | 5:07:52.6 |

### Categoria femenina
| Event  | Or          | Or        | Plata          | Plata     | Bronze         | Bronze    |
| 5 km.  | Erica Rose  | 59:23.5   | Edith van Dijk | 1:00:58.5 | Peggy Büchse   | 1:01:05.8 |
| 25 km. | Tobie Smith | 5:31:20.1 | Peggy Büchse   | 5:32:19.2 | Edith van Dijk | 5:38.06.9 |

### Equips mixts
| Event  | Or                                                             | Or         | Plata                                                         | Plata      | Bronze                                                   | Bronze     |
| 5 km.  | Estats Units John Flanagan · Austin Ramirez · Erica Rose       | 2:52:12.2  | Rússia Aleksey Akatyev · Evgueni Bezroutchenko · Olga Gouseva | 2:52:16.7  | Itàlia Luca Baldini · Fabio Venturini · Valeria Casprini | 2:52:41.6  |
| 25 km. | Itàlia Claudio Gargaro · Fabrizio Pescatori · Valeria Casprini | 16:10:18.2 | Austràlia Grant Robinson · Mark Saliba · Tracey Knowles       | 16:22:54.3 | Estats Units Tobie Smith · Nathan Stooke · Chuck Wiley   | 16:46:13.3 |

## Medaller
| Posició | País          | Or | Plata | Bronze | Total |
| 1       | Estats Units  | 3  | 0     | 1      | 4     |
| 2       | Rússia        | 2  | 1     | 0      | 3     |
| 3       | Itàlia        | 1  | 0     | 2      | 3     |
| 4       | Austràlia     | 0  | 2     | 0      | 2     |
| 5       | Alemanya      | 0  | 1     | 1      | 2     |
| 5       | Països Baixos | 0  | 1     | 1      | 2     |
| 6       | Espanya       | 0  | 1     | 0      | 1     |
| 7       | Argentina     | 0  | 0     | 1      | 1     |
| Total   | Total         | 6  | 6     | 6      | 18    |